# Urue-Offong/Oruko
Urue-Offong/Oruko está localizada no sudeste da Nigéria e é uma Área de Governo Local do Akwa Ibom (estado).